# Liberty Island
A Liberty Island kis sziget New Yorkban. Az 5.9 hektár területű, nem lakott szigeten áll a nevezetes New York-i Szabadság-szobor. A sziget Jersey Citytől 610 m-re keletre, a  Battery Parktól (Manhattan) 2.6 km-re délnyugatra fekszik.
1956-ig még Bedloe-szigetnek nevezték tulajdonosáról, Isaac Bedloe farmerről, aki 1670-ben szerezte meg. Az elmúlt évszázadok során sok mindenre használták területét: volt itt vesztegzárállomás, katonai börtön, pestiskórház, kivégzőhely, szeméttelep, majd felépült a csillag-alaprajzú Wood-erőd. Az indiánok „kis szigetnek” (Minissais), a telepesek pedig először az ott talált osztrigákról Great Oyster-szigetnek, később pedig tulajdonosa után Bedloe-szigetnek nevezték.
A sziget hovatartozását New York állam és New Jersey között a két állam törvényhozása döntötte el 1833-ban, így New York állam területén fekszik, és Manhattan közigazgatásához tartozik.  Lakói – 1970-es években mindössze négy család – New York államnak adóztak. A sziget 2020-as adatok szerint lakatlan.

## Wood-erőd
A szigeten állt egykori Wood-erőd megépítésére azután került sor, hogy New York állam törvényhozása 1800-ban átengedte a szigetet a szövetségi kormánynak New York tervezett védvonalához egy erődítmény kialakítására (mint ahogy a Governors Islanden és az Ellis Islanden is). 1806-ban kezdődött el a 11-ágú csillagforma erőd építése, mely 1811-re fejeződött be, védve New Yorkot a közelgő 1812-es brit-amerikai háborúban. A gránit erőd 24 ágyúval bírt, nevét a háborút követően 1814-ben, a háborúban elesett Eleazer Derby Wood alezredesről kapta.
A Wood-erőd később elavulttá vált, funkcióját veszítette, majd a 11-ágú csillagforma kövezete a Szabadság-szobor talapzatául szolgált, melyet 1886-ban emeltek a sziget területén.
A szobor mellett a szigeten nyílt meg 1972-ben az Amerikai Bevándorlási Múzeum, mely az Egyesült Államokba való bevándorlás történetét mutatta be, majd 1991-ben, az Ellis-szigeten felállított új bevándorlási múzeum megnyitása után ez itt bezárt. 2019-ben egy másik múzeum, a Szabadság-szobor Múzeum nyitotta kapuit.
A szigetre két hajójárattal, a Battery Parktól (Manhattan, New York City), ill. Jersey Cityből indulóval lehet eljutni.

## Galéria

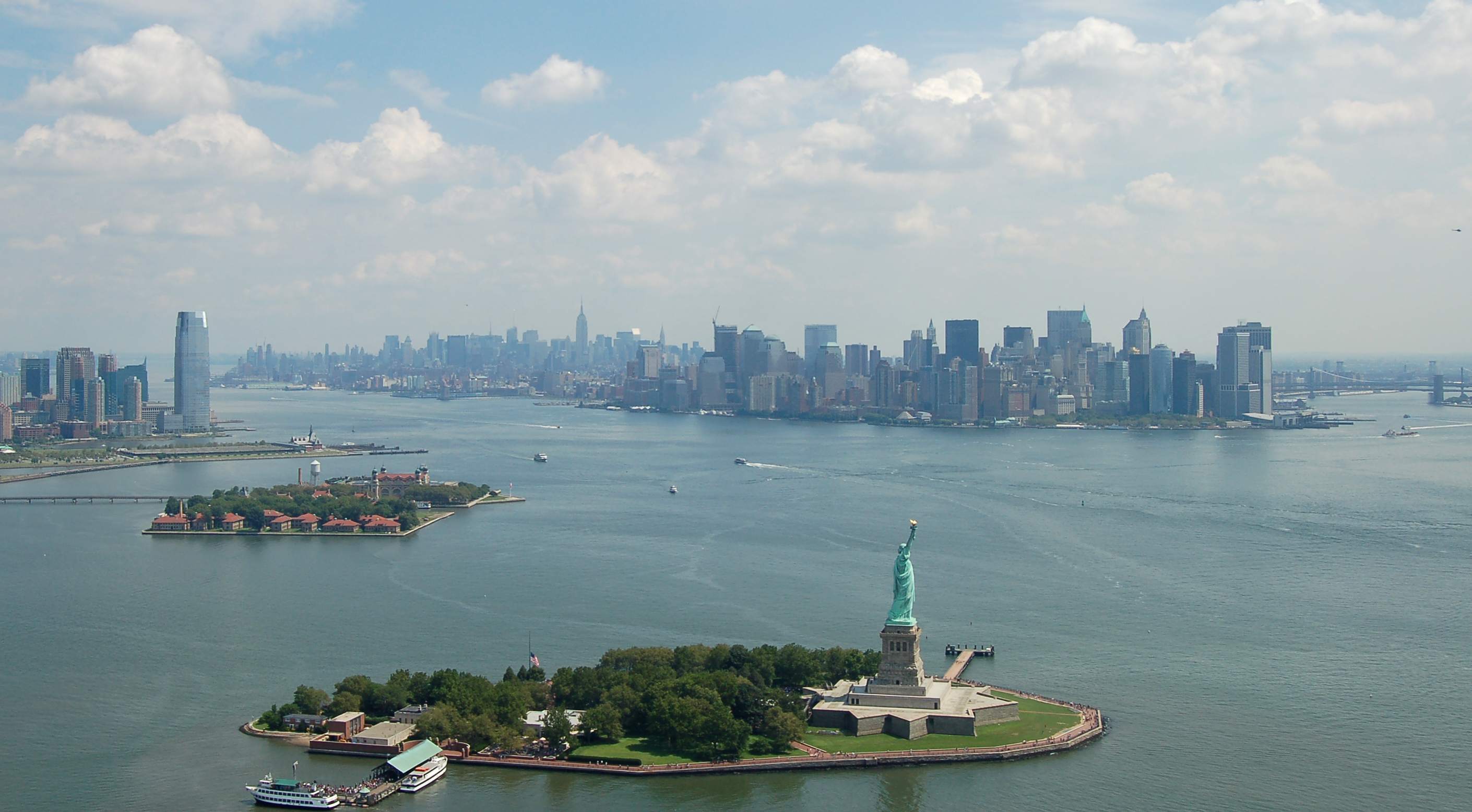
A Liberty Island és az Ellis-sziget a New York-i öbölben, háttérben Manhattan és Jersey City
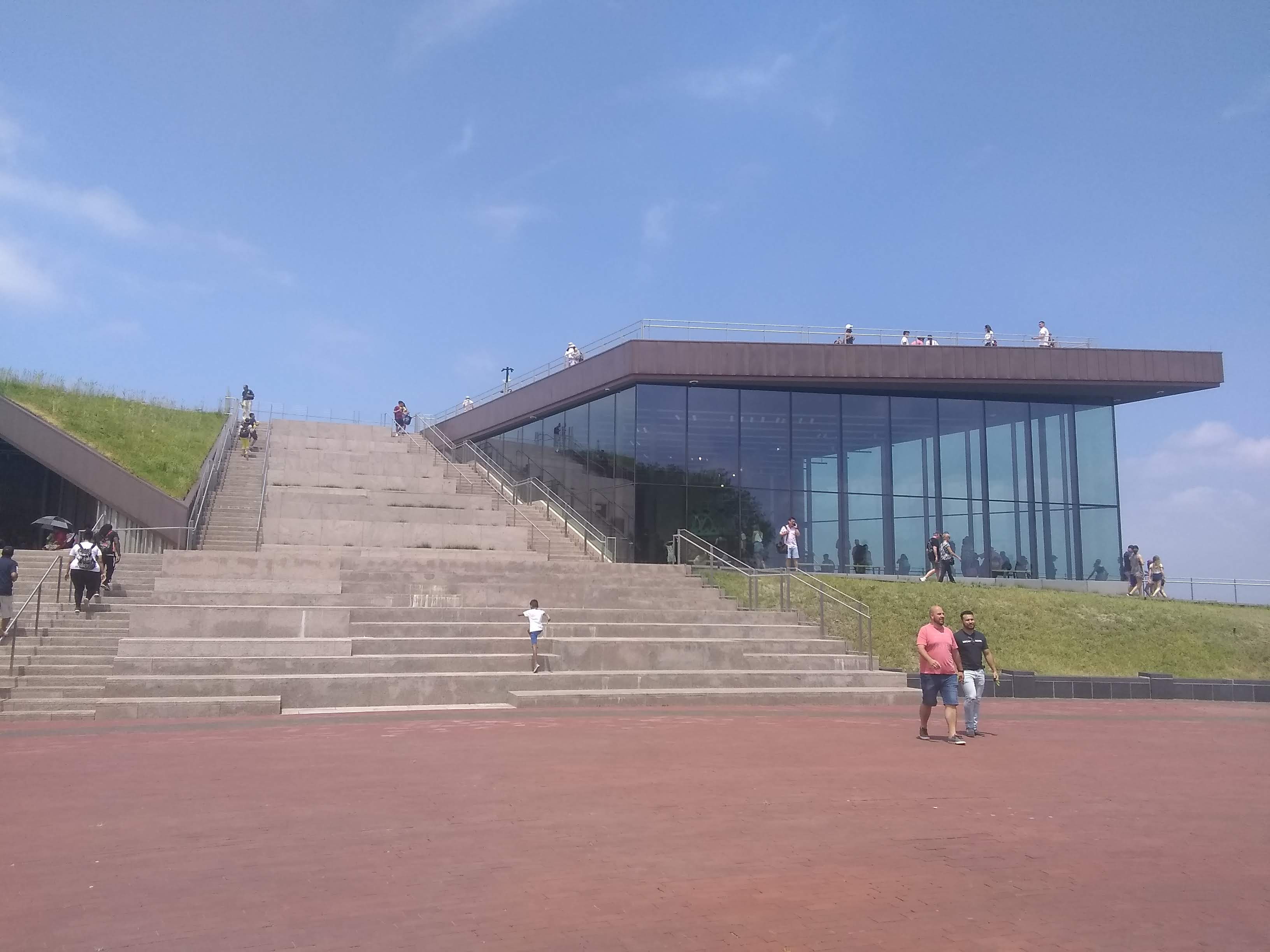
A sziget területén levő Szabadság-szobor Múzeum 2019-ben